# Freiberger Platz

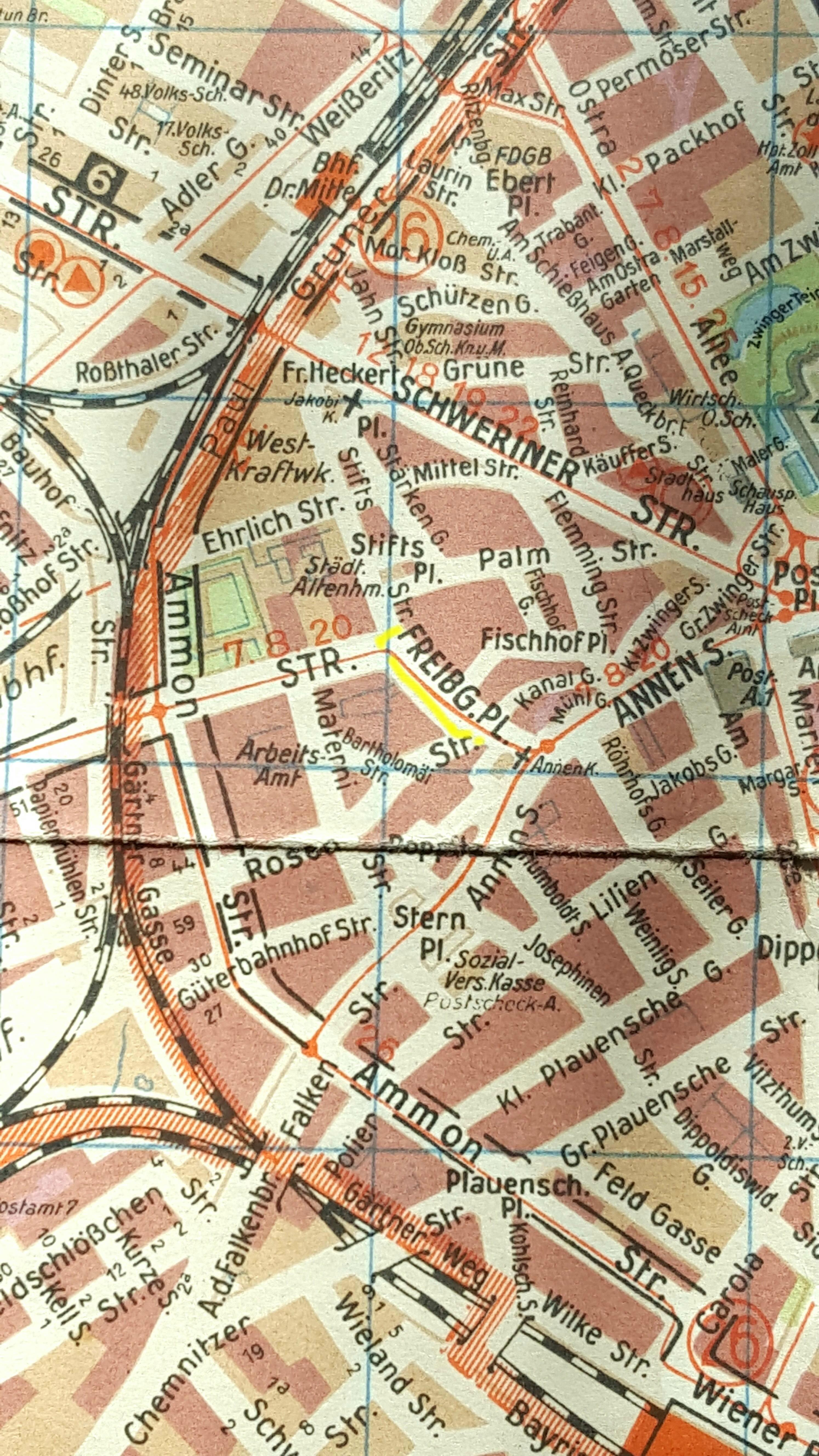
Freiberger Platz um 1948

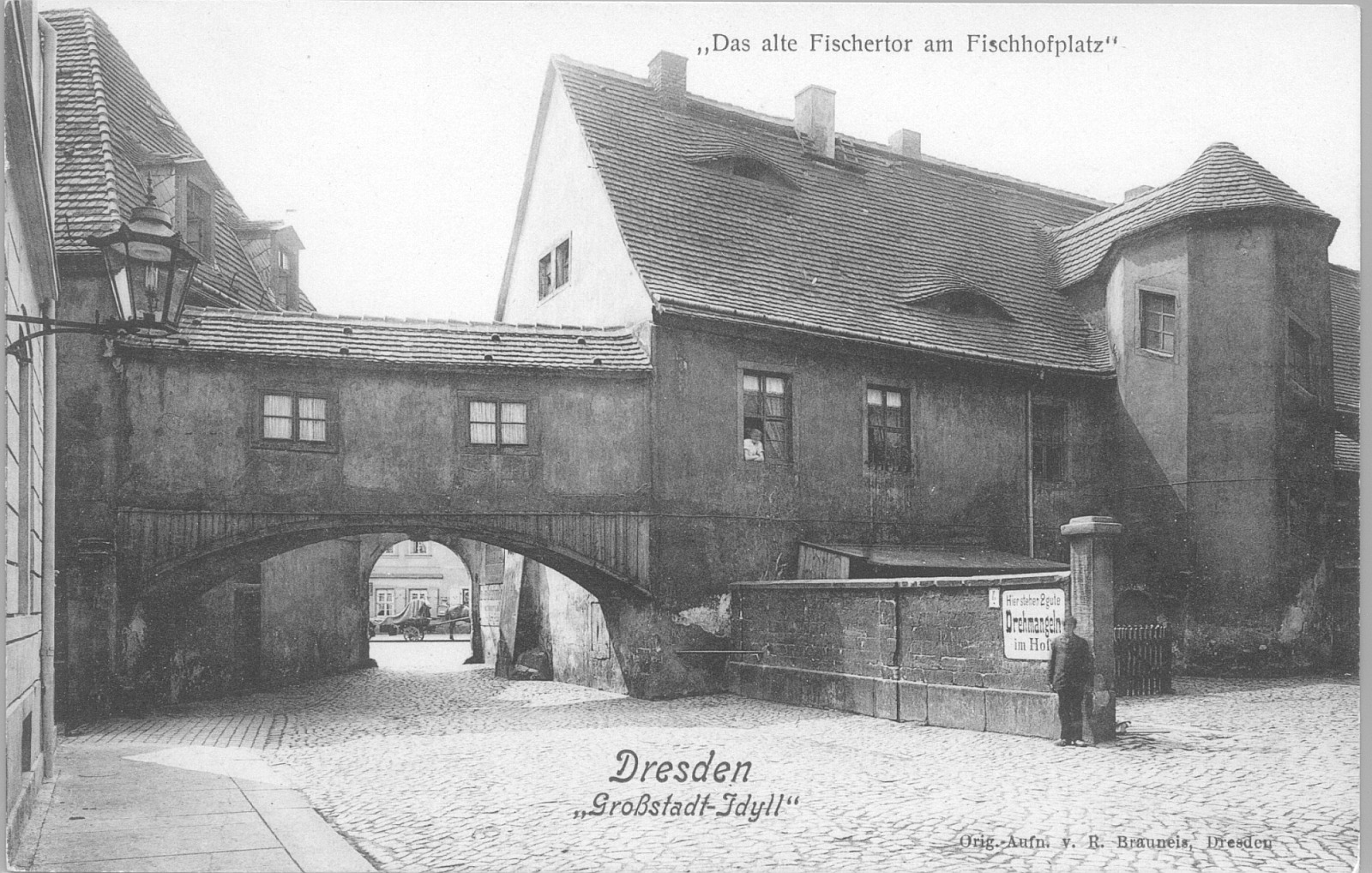
Das alte Tor am Fischhofplatz

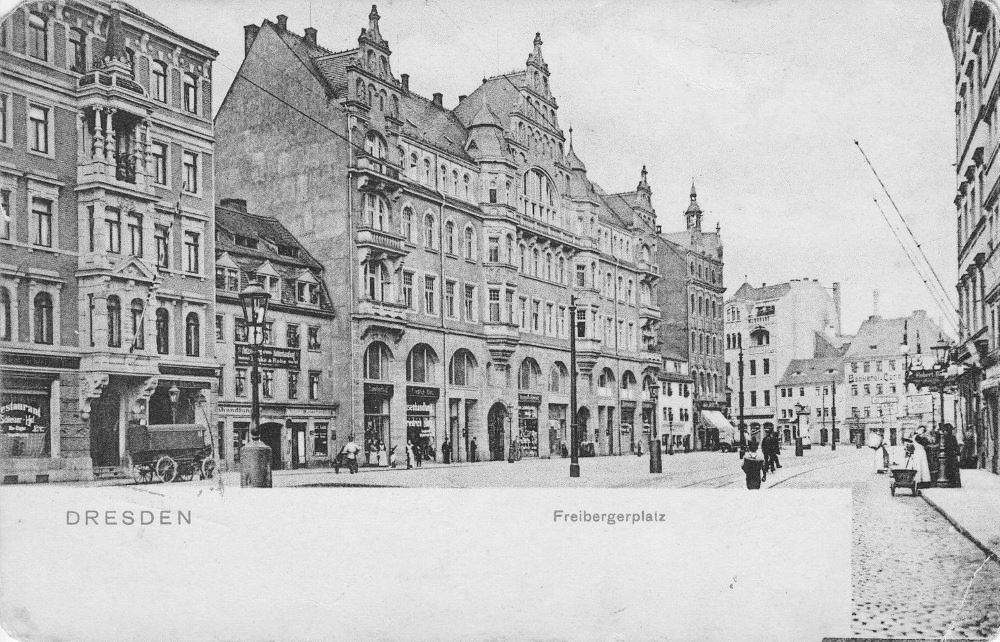
Blick zur Freiberger Straße um 1912

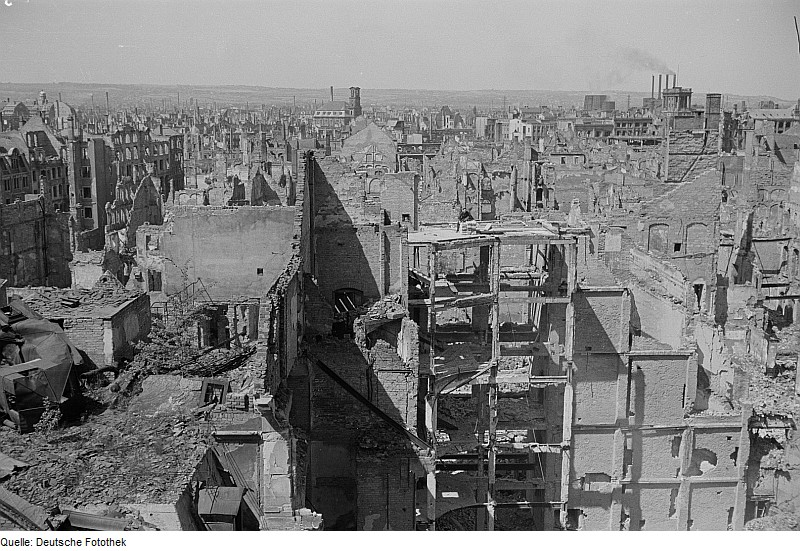
Blick von der Kreuzkirche zur Annenkirche

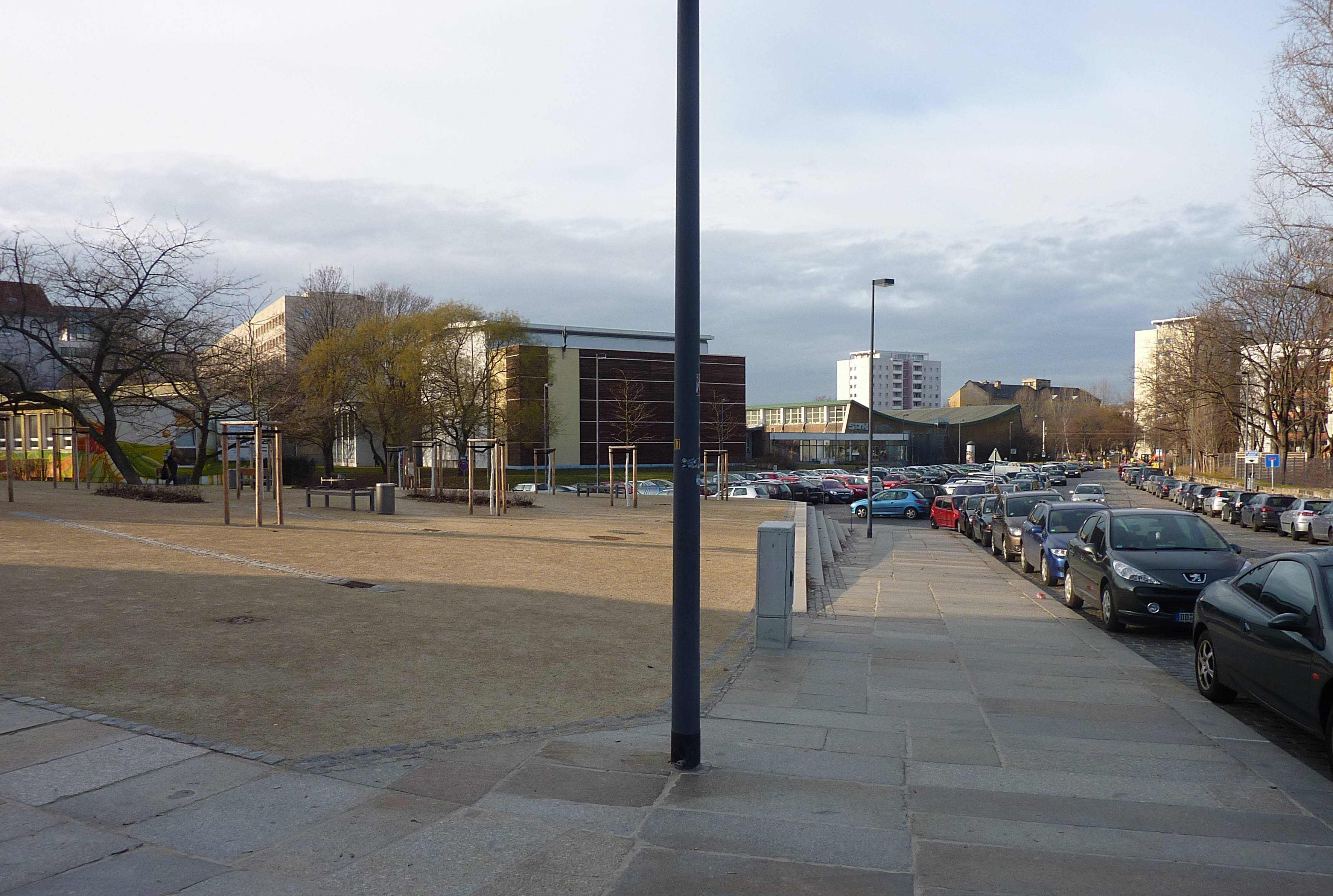
Blick von der Annenstraße zur Freiberger Straße

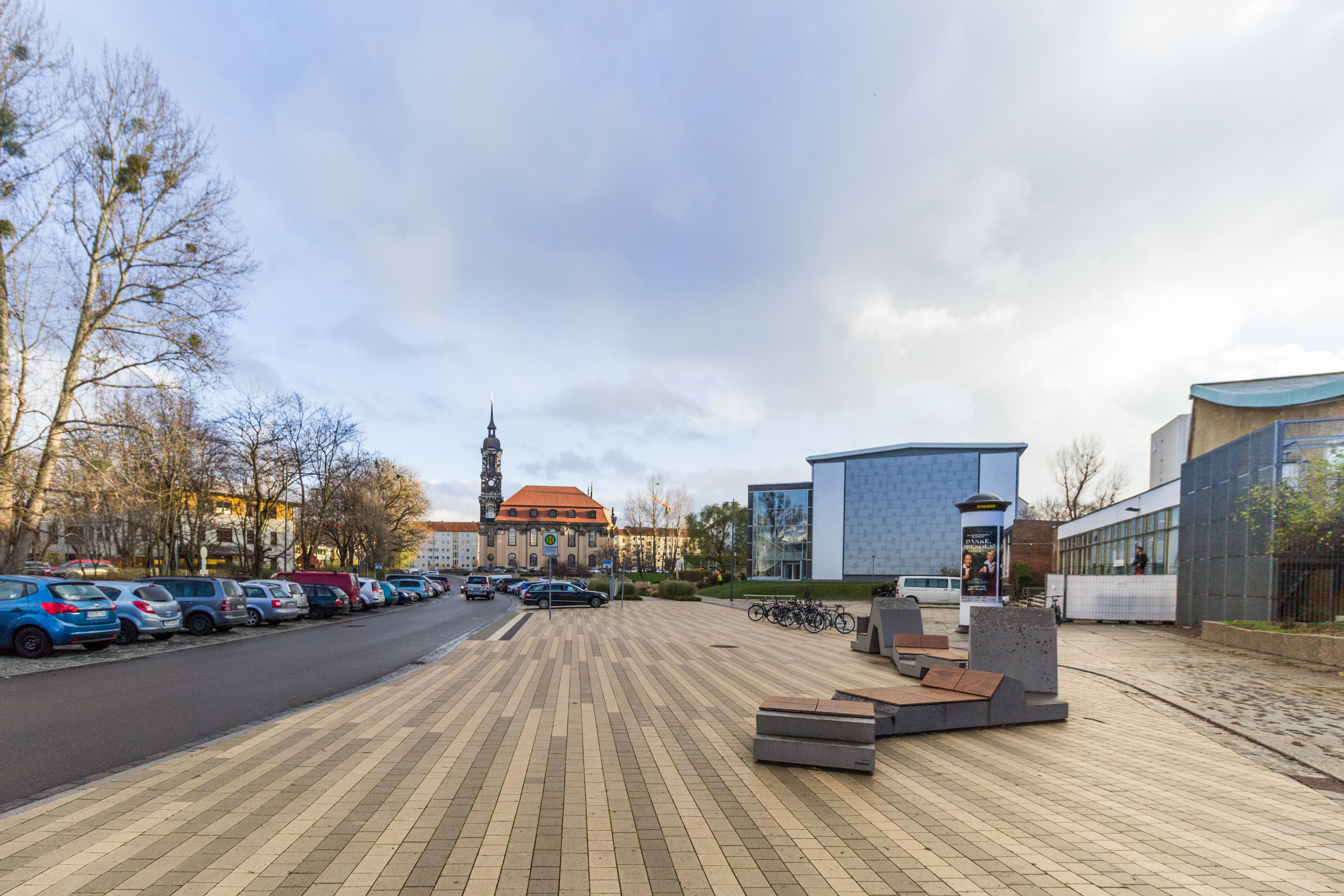
Blick von der Freiberger Straße zur Annenstraße

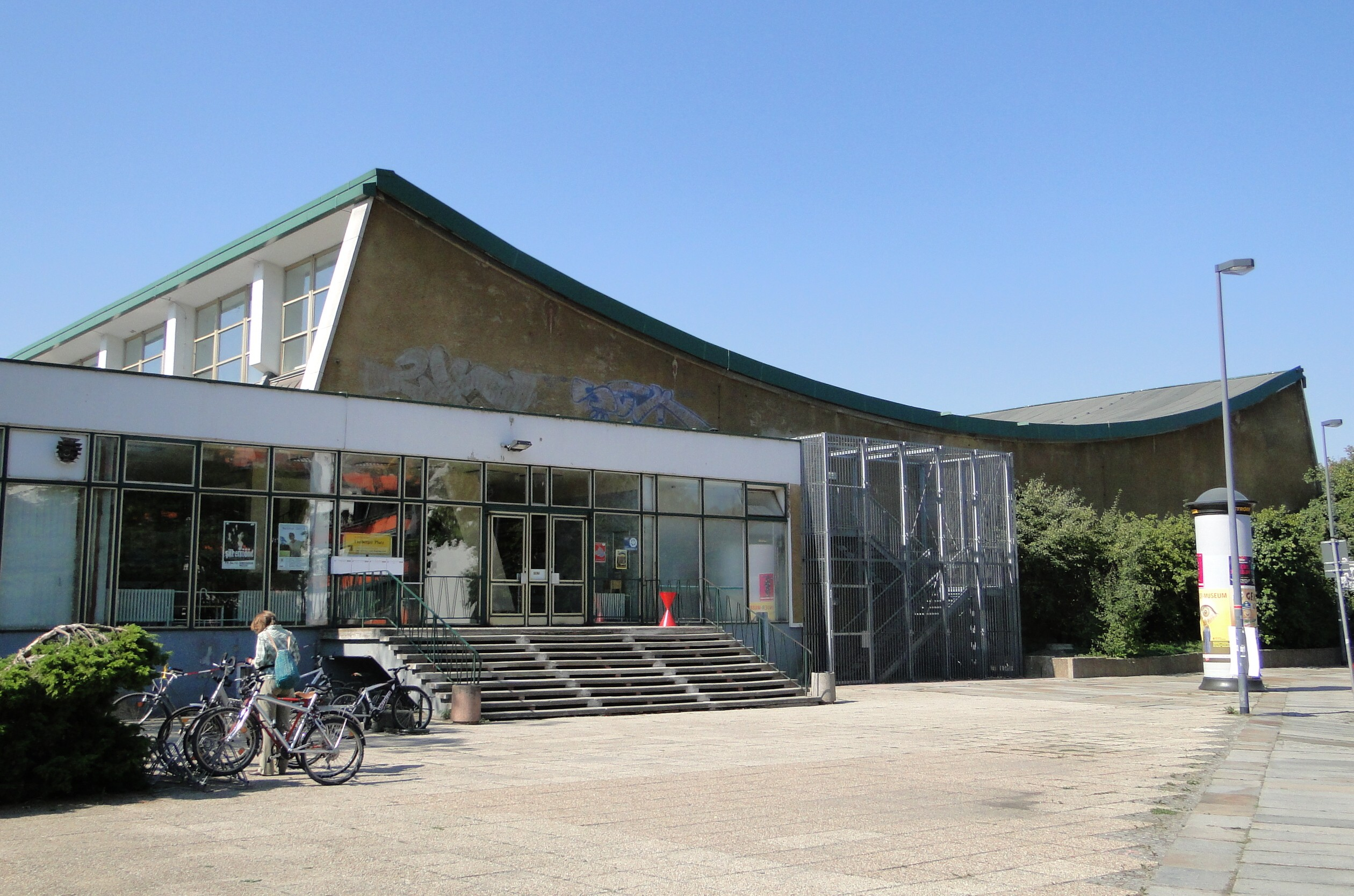
Schwimmhalle 2009

Der Freiberger Platz ist ein innerstädtischer Platz in der sächsischen Landeshauptstadt Dresden.

## Lage
Der Freiberger Platz befindet sich westlich in der Wilsdruffer Vorstadt in der Gemarkung Altstadt I, der Inneren Altstadt. Hier begann die Freiberger Straße bis 1945, dann wurde diese bis zum Postplatz verlängert. Zwischen der Annenstraße und der Freiberger Straße ist der langgezogene Platz zu finden.

## Geschichte

### Bis 1880
Bereits im Mittelalter verband die Freiberger Straße die Dresdner Altstadt mit Löbtau. Diese wichtige Verkehrsverbindung begann am Wilsdruffer Tor, am heutigen Postplatz über die Annenstraße und führte über die Freiberger Straße nach Löbtau und weiter über Wilsdruff bis ins Erzgebirge. Urkundlich wird sie im Stadtarchiv um 1564 genannt. Das Wilsdruffer Tor war das westliche Stadttor der Stadtbefestigung und wurde bereits 1313 urkundlich genannt. Im Jahr 1811 wurde es wie auch die anderen Befestigungsanlagen abgetragen. Neben Fischersdorf, bis 1945 Fischhofplatz, befand sich damals die Entenpfütze, der heutige Freiberger Platz. Am Freiberger Platz befand sich ein Einnehmerhaus für die Erhebung der Akzise für nach Dresden eingeführte Waren. Folglich fanden auf dem Freiberger Platz verschiedene Wochenmärkte statt. Ein bäuerlicher Markt für Frischwaren, Getreide und weitere landwirtschaftliche Produkte, ein Handwerkermarkt mit den unterschiedlichsten Produkten und ein Blumenmarkt mit Obst und Gemüse. Gegen 1875 verkleinerte sich das Marktwesen und schließlich wurde es gegen 1890 ein Gemischtmarkt. In der Weihnachtszeit und zu besonderen Anlässen wurden ebenfalls Märkte durchgeführt. Ab dem Jahr 1885 erfolgte eine rege Bautätigkeit, die alten Fachwerkhäuser wurden abgerissen und neue massive vier- bis fünfstöckige Gebäude mit teils geschmückten und mit Gesimsen umlaufende Fassaden entstanden. Die Häuser hatten große Fenster und im Erdgeschossbereich meist große Rundbogenfenster, die Gebäude schmückten außerdem Erkervorbauten und Balkone. Im Jahr 1839 wurde das St. Bartholomäushospital mit dem Gotteshaus, der Bartholomäuskirche mit einem eigenen Friedhof, abgerissen. An dessen Stelle entstanden neue Wohngebäude. Am Freiberger Platz wohnten Arbeiter, Handwerker, Gewerbetreibende, Beamte und Künstler. In den Innenhöfen waren zudem kleine Handwerksbetriebe untergebracht.

### Bis 1945
Im Sommer 1880 begannen die Gleisarbeiten für die Pferdestraßenbahn am Freiberger Platz. Die Eröffnung erfolgte am 7. Juli 1881 und führte von der Annenstraße – Freiberger Platz über die Freiberger Straße nach dem Stadtteil Löbtau. Mit dem Bau der Straßenbahntrasse verkleinerten sich auch die dazu bereitstehenden Nutzflächen für die Märkte. Ab dem 1. August 1900 wurde die Strecke elektrisch betrieben.
Im Jahr 1909 wurde die Linienführung verändert und führte von Wölfnitz aus über den Freiberger Platz und den Postplatz zum Arsenal.
Straßenbahn Freiberger Platz in der Übersicht:
| Datum      | Linie | Besonderheit | Streckenverlauf |
| ---------- | ----- | ------------ | --- |
| 01.10.1909 |       | Erweiterung  | Wölfnitz – Kesselsdorfer Straße – Kronprinzenstraße – Kesselsdorfer Straße – Bismarckbrücke – Freiberger Straße – Freiberger Platz – Annenstraße – Postplatz – Sophienstraße – Theaterplatz – Augustusbrücke – Neustädter Markt – Hauptstraße – Albertplatz – Königsbrücker Straße – Arsenal;                                                                                         |
| 1927       | 7     |              | abwechselnd ab Klotzsche, Königswald bzw. Hellerau-Rähnitz – Arsenal – Albertplatz – Neustädter Markt – Schloßplatz – Theaterplatz – Postplatz – Freiberger Platz – Ebertplatz – Kesselsdorfer Straße – Wölfnitz; wurde ab 1933 mit dem Freiwerden des Liniensignals 8 aufgetrennt in die Linie 7 (Wölfnitz–Weixdorf) und 8 (Leutewitz–Hellerau), bestand so bis in die 1990er Jahre. |
| 1927       | 20    |              | Cotta, Roquettestraße – Altcotta – Kronprinzenplatz – Kesselsdorfer Straße – Ebertplatz – Freiberger Platz – Postplatz – Pirnaischer Platz – Amalienstraße – Rathenauplatz – Striesener Platz – Fürstenplatz – Pohlandplatz – Striesen, Gottleubaer Straße (– Tolkewitz, Strbf.) |

Die Straßenbahnhaltestelle befand sich auf dem Freiberger Platz. Das fünfstöckige Gebäude mit der Hausnummer 25 war zweifellos das imposanteste am Freiberger Platz. Es hatte insgesamt 17 Fensterachsen, wobei die beiden äußeren jeweils über Balkone verfügten und im Dachgeschoss mit einem zweietagigen Ziergiebel abschlossen. Die Sandsteinfassade war in drei Abschnitte gegliedert, wobei der mittlere Teil in der fünften Etage mit einem großen Rundbogenfenster und im Dachgeschoss mit einem dreietagigen Ziergiebel endeten. Der Mittelteil wurde durch je zwei dreifenstrige Erkervorbauten mit abschließenden Turmhauben bekrönt. Im Erdgeschoss waren 9 große Rundbogenfenster, welche bis in das erste Obergeschoss reichten angeordnet. Das Gebäude wurde von 1883 bis 85 errichtet.
Geschäfte Freiberger Platz um 1920 (Auswahl)
| Hausnr.                           | Name / Inhaber                     | Geschäft                                              |
| --------------------------------- | ---------------------------------- | ----------------------------------------------------- |
| Freiberger Platz 1                | Adolf Bauer                        | Herrentextilgeschäft                                  |
| Freiberger Platz 2                | A. Beisert                         | Hof- und Bäckermühle GmbH                             |
| Freiberger Platz 2                |                                    | Gaststätte Alte Mühle                                 |
| Freiberger Platz 4                | Inh. Emil Remmer                   | Restaurant zum Mühlhof                                |
| Freiberger Platz 7                | Julius Schönfeld                   | Altwarenhandlung                                      |
| Freiberger Platz 8                | G.Broßmann (Bildhauer)             | ab 1862 Atelier                                       |
| Freiberger Platz 9                | Bruno Eckhardt                     | Zigarrengeschäft                                      |
| Freiberger Platz 11 / Rosenstraße | Franz Stracke                      | Topfwarengeschäft                                     |
| Freiberger Platz 11 / Rosenstraße | Georg Müller                       | Braunschweiger Hof                                    |
| Freiberger Platz 13               | Marie Kirsten                      | Brot- u. Weissbäckerei                                |
| Freiberger Platz 14/16            | Max Hämisch                        | Bäckerei & Cafe                                       |
| Freiberger Platz 15               | Johannes Fuchs                     | Möbelhaus Centrum                                     |
| Freiberger Platz 18               | Felber&Schneider                   | Sanitas Compagnie Oeberest & Co Einlegesohlenfabriken |
| Freiberger Platz 19               | Frank Zimmermann                   | Fabrik von Krankenfahrstühlen                         |
| Freiberger Platz 20               | Felix Philliphson                  | Lichtspiele Freiberger Platz                          |
| Freiberger Platz 21               |                                    | Restaurant Schleizer Hof                              |
| Freiberger Platz 22,24            | Gebhardt&Kohl Engros-Lager         | Wäsche- und Aussteuergeschäft                         |
| Freiberger Platz 24               | J. Juraske                         | Destillation                                          |
| Freiberger Platz 25               | Stadtverwaltung                    | 21. Bezirksschule Grundstücksamt                      |
| Freiberger Platz 26               | Inh. Max Ronnefeld                 | Germania-Apotheke                                     |
| Freiberger Platz 27               | Stadtverwaltung                    | 21. Bezirksschule, Grundstücksamt                     |
| Freiberger Platz 33               | 21. Bezirksschule, 21. Volksschule |                                                       |
| Freiberger Platz 37               | Ernst Weidhaas                     | Wohnungskunst                                         |

Bei den Bombardierungen von Februar bis April 1945 wurden alle Gebäude total zerstört. Laut Historiker-Kommission verloren circa 2000 Menschen ihr Leben. Die Straßen wurden nun notdürftig freigeräumt um ein Passieren zu ermöglichen. Der Straßenbahnbetrieb wurde vorübergehend nicht aufgenommen.

### Nach 1945
Die Enttrümmerung begann erst im August 1949 und dauerten bis Juni 1952. Ab Mai 1951 konnte die Trümmerbahnlinie 1 am Freiberger Platz von der Firma VEB Hoch-, Ingenieur- und Tiefbau montiert und angeschlossen werden. Die Abfuhr der Trümmermassen erfolgte über die Schweriner Straße kreuzend und ebenso die Ostra-Allee zur Devrientstraße und weiter zum Trümmerberg Ostragehege. Die Trümmerbahnlinie 1 wurde von 5 Dampfloks, 8 Dieselloks, 1 Benzinlok und 1 Akkulok befahren. Das Gebiet dieser Linie umfasste den Neumarkt, Altmarkt, Postplatz, Schweriner Straße und Freiberger Platz. Am Freiberger Platz wurden die Gebäude nicht wieder aufgebaut.
Lange Zeit waren auf dem trostlosen Areal des Freiberger Platzes die Stapel der abgeputzten Mauerziegel sichtbar. Von der Freiberger Straße war der Blick zur Annenkirche frei. Die Freiberger Straße wurde nun direkt zum Postplatz verlängert, sodass der Freiberger Platz nur tangiert wurde. Erst im Jahr 1968 begann die Bautätigkeit mit dem Neubau einer Schwimmhalle, bestehend aus einem Hallenbaukörper in Stahlbetonskelettbauweise mit einer Seildachkonstruktion mit 50-m-Wasserbecken und 12-m-Kinderbecken. Zugleich entstand eine Springerschule mit einem 10 m Sprungturm und Lehrbecken in monolithischer Stahlbetonbauweise als Trainingsstätte für Wasserspringer, der Schwimmsportkomplex Freiberger Platz 1, die größte Schwimmsportanlage in Dresden. In der städtebaulichen Einordnung ist die Halle am Freiberger Platz im Vergleich mit den anderen Hallen in Dresden am besten gelungen, abgesehen davon ist sie eines der innovativsten Gebäude der Nachkriegsmoderne in der DDR auf dem Stadtgebiet Dresdens.
Der Straßenbahnverkehr wurde um 1953 wieder aufgenommen und ab dem 21. Dezember 1963 auf die Freiberger Straße verlegt und die Haltestelle Freiberger Platz befindet sich nun auf der Freiberger Straße. Die heutige Nutzung des Platzes begnügt sich als Parkplatz und Abstellfläche. Die Kanalgasse und die Fischhofstraße wie auch der Fischhofplatz wurden überbaut.
Von 2016 bis 2019 wurden die Gebäude saniert und umgestaltet. Zudem entstand eine neue Schwimmhalle seitlich gelegen zur Maternistraße zu. Der öffentliche Quartierspark Dresdner Leporello entstand auf einem ehemaligen großen Parkplatz am Freiberger Platz. Der Straßenraum wurde verdichtet und so Platz geschaffen für einen städtischen Eingangsbereich zum Schwimmsportkomplex und eine Grünoase für Jung und Alt mit vielfältigen Nutzungs- und Aufenthaltsqualitäten.
Am Freiberger Platz 3 befindet sich eine Einrichtung der DIS – Kinderfreunde e. V.
Denkmale Freiberger Platz
| Nr. | Bild | Denkmal                             | Material  | Künstler      | Datum           | Bemerkung                                               |
| --- | ---- | ----------------------------------- | --------- | ------------- | --------------- | ------------------------------------------------------- |
| 1   |      | Kurfürstin Anna Mutter-Anna-Denkmal | Bronze    | Robert Henze  | 8. Oktober 1869 | Wiederaufstellung 20. Mai 2011                          |
| 2   |      | Turmspringerin                      | Bronze    | Hans Steger   | 1968            | von den Bildhauern H. Heinze und W. Landgraf vollendet  |
| 3   |      | Metallstele                         | Edelstahl | Stadt Dresden | 2018            | Metallstele-Hinweis zur Bartholomäuskirche und Hospital |

## Baumbestand am Freiberger Platz
Mit der Enttrümmerung und dem Wiederaufbau erfolgten umfangreiche Baumbepflanzungen. Mit der Umgestaltung im Bereich der Annenkirche wurden ebenfalls neue Baumpflanzungen getätigt.
Der Baumbestand besteht aus folgenden dendrologischen Gehölzen:
- Acer negundo (Gewöhnlicher Eschen-Ahorn)
- Ailanthus altissima (Götterbaum)
- Betula pendula (Sand-Birke)
- Carpinus betulus (Gewöhnliche Hainbuche)
- Gleditsia triacanthos 'Sunburst' (Gold-Gelditsie)
- Picea abies (Gewöhnliche Fichte)
- Populus × canadensis (Bastard-Schwarz-Pappel)
- Prunus cerasifera 'Atropurpurea' (Dunkelblättrige Kirsch-Pflaume)
- Salix caprea (Sal-Weide)[6]